# Sângeorgiu de Pădure
Sângeorgiu de Pădure (węg. Erdőszentgyörgy) – miasto w Rumunii, w okręgu Marusza. Liczy 5.492 mieszkańców (2002).